# Riksdagen 1726–1727
Riksdagen 1726–1727 ägde rum i Stockholm. Ständerna sammanträdde den 6 september 1726. Lantmarskalk var Arvid Horn. Prästeståndets talman var biskop Torsten Rudeen. Borgarståndets talman var Johan Boström och bondestådets talman Per Larsson. Riksdagen avslutades den 9 augusti 1727.
I mars 1727 beslutade sekreta utskottet att anta Englands och Frankrikes erbjudande om att ansluta Sverige till den hannoverska alliansen. Den 14 mars undertecknades ett fördrag som innebar de tre makterna skulle bistå varandra med hjälptrupper eller pengar i händelse någon av dem blev anfallen. Dessutom lovade Frankrike och England att årligen i tre års tid betala 50 000 pund sterling vardera till Sverige.
Detta beslut innebar slutet för det tidigare mäktiga holsteinska partiet, som verkade för ett närmande till Ryssland. Och ständerna övergick nu till att ta itu med partiets företrädare i riksrådet. Man gick dock relativt hovsamt till väga. Av de åtta rådsherrar som tillhörde partiet blev bara två avsatta, nämligen Mauritz Vellingk och Josias Cederhielm.
Vad gäller Vellingk, den värst komprometterade holsteinaren, hade man bland annat funnit att han av den ryske tsaren utverkat åt sig en årlig pension på 3 000 rubler. Även åt en annan svensk hade Vellingk utverkat en dylik pension, och samme man hade han använt till att renskriva sina rådslag i hemliga och viktiga ärenden. Därigenom hade han brutit mot regeringsformens lagbud om rådsherrars tysthetsplikt och ansågs därför av kommissionen ha förverkat liv, ära och gods. Saken gick nu till ständerna, och Vellingk fann rådligast att begära nåd. Bönderna var dock så förbittrade att de yrkade på lagens tillämpning i all dess stränghet. Men tack vare de övriga ståndens mildare sinnelag räddades Vellingks liv, och han dömdes i stället till att, med bibehållande av ära och gods, hållas i fängsligt förvar på livstid.
Efter Vellingk kom turen till Cederhielm, som redan ett år tidigare blivit hemkallad från Petersburg där han tjänstgjorde som svensk ambassadör. Han var illa ute efter att man bland Vellingks papper funnit komprometterande brev från honom. De vittnade om hans nära förtrolighet med ryska hovet och demonstrerade att han tillsammans med Vellingk försökt att "i löndom anlägga sådana konster" att Sveriges anslutning till hannoverska förbundet skulle förhindras. Cederhielm försvarade sig en tid häftigt, men förekom sedan ständernas beslut genom att lämna in en avskedsansökan. Den blev beviljad på det villkor att han i framtiden skulle avhålla sig från alla typer offentliga sysslor.
Vad gäller de övriga holsteinskt sinnade riksråden yppade sig en annan utväg än att genom avsättning skapa en fast majoritet inom styrelsen. Minst hälften av rådsherrarna var nämligen under långa tider, genom ämbetsverksamhet eller hög ålder och sjuklighet, förhindrade att bevista rådets sammanträden, varför en alltför stor arbetsbörda föll på de övriga. Detta gav riksdagen anledning att nu besluta om att öka rådets medlemsantal från det i regeringsformen föreskrivna 16 till 24. De nya platserna besattes med män som antingen var pålitliga anhängare av Arvid Horn eller åtminstone inte vågade utmana hans position. Då arbetet inom rådet dessutom kunde ordnas så att de holsteinskt sinnade riksråden nästan fullständigt utestängdes från befattningen med utrikes ärenden, och kanslikollegium rensades från alla holsteinska element, så blev Horn nu mellan riksdagarna så gott som enväldig ledare av Sveriges utrikespolitik.

### Fotnoter
1. ↑  Grimberg, Carl. ”538 (Svenska folkets underbara öden / V. Karl XII:s tid från 1710 samt den äldre frihetstiden 1709-1739)”. runeberg.org. https://runeberg.org/sfubon/5/0554.html. Läst 14 maj 2021.
2. ↑  Grimberg, Carl. ”539 (Svenska folkets underbara öden / V. Karl XII:s tid från 1710 samt den äldre frihetstiden 1709-1739)”. runeberg.org. https://runeberg.org/sfubon/5/0555.html. Läst 14 maj 2021.
3. ↑  Grimberg, Carl. ”540 (Svenska folkets underbara öden / V. Karl XII:s tid från 1710 samt den äldre frihetstiden 1709-1739)”. runeberg.org. https://runeberg.org/sfubon/5/0556.html. Läst 14 maj 2021.
4. 1 2  Grimberg, Carl. ”541 (Svenska folkets underbara öden / V. Karl XII:s tid från 1710 samt den äldre frihetstiden 1709-1739)”. runeberg.org. https://runeberg.org/sfubon/5/0557.html. Läst 14 maj 2021.
5. ↑  Grimberg, Carl. ”542 (Svenska folkets underbara öden / V. Karl XII:s tid från 1710 samt den äldre frihetstiden 1709-1739)”. runeberg.org. https://runeberg.org/sfubon/5/0558.html. Läst 14 maj 2021.